# 尾上町
尾上町（おのえまち）は、青森県南津軽郡にあった町である。

## 地理
- 河川：平川、引座川

## 隣接していた自治体
- 弘前市
- 黒石市
- 南津軽郡：平賀町、田舎館村

## 行政
- 町長：成田武憲

## 沿革
- 1889年（明治22年）4月1日 - 町村制施行により南津軽郡尾上村，金田村，猿賀村が成立。
- 1937年（昭和12年）4月1日 - 尾上村と金田村が対等合併して町制施行し、尾上町となる。この時点で面積は20.1k㎡。
- 1955年（昭和30年）1月1日 - 尾上町、猿賀村が合併、尾上町となる。この時点で面積は31.7k㎡。
- 1959年（昭和34年）6月10日 - 境界変更。田舎館村大字大袋の一部編入。
- 2006年（平成18年）1月1日 - 平賀町、碇ヶ関村と合併して平川市となる。

## 姉妹都市・提携都市
- 亘理町（宮城県） - 1989年（平成元年）10月26日親善友好都市提携

## 教育
- 青森県立尾上総合高等学校

## 交通

### 鉄道路線
- 弘南鉄道
  - 弘南線：津軽尾上駅 - 尾上高校前駅

### バス路線
- 弘南バス
  - 黒石 - 尾上線

### 道路
- 一般国道
  - 一般国道：国道102号
- 都道府県道
  - 県道：青森県道13号大鰐浪岡線

## 名所・旧跡・観光スポット・祭事・催事
- 盛美園
- 猿賀神社
- 猿賀神社例大祭（旧暦8月14日 - 16日）
- 七日堂大祭（旧暦1月7日）

## 出身人物
- Ichiro - ミュージシャン（元Rockamenco）